# 宇都有里紗
宇都 有里紗（ 1992年8月3日～　）は日本の女優・ナレーター・配信者である。

## プロフィール
身長158cm、血液型O型、2兄弟の長女（弟がいる）。
母は日本の作詞家　紙中礼子。
オリジナルソング「あなたの青空」作詞・作曲：紙中礼子（2021年8月21日）リリース

## 経歴
広島生まれ神奈川育ち。私立フェリス女学院高等学校、早稲田大学政治経済学部政治学科卒業後、日本郵便株式会社に勤務し、映画美学校アクターズ9期修了。演劇無料塾2期出身。
海のそばにある中高一貫の女子校に通う。小学生の時にのちに母校となる学校の文化祭で演劇部の公演『オズの魔法使い』を見て演劇に一目惚れし、体育会系気質の演劇部で高2まで演劇を続ける。
大学ではアカペラサークルに入り歌を楽しみつつ、次第に小劇場などに参加するようになる。
大学卒業後は正社員として生命保険の営業として３年半ほど勤めるが、退職し、映画美学校アクターズコースにて学ぶ。
現在は俳優・ライバー・筆耕などフリーで多岐に渡り活動中。擦れた女の演技や綺麗さと切なさを併せ持つ声に定評がある。

## 人物
幼少期は外で遊ぶのが嫌いで、絵をかいたり本を読んだりして遊んでいた。特に絵をかくのが好きで、暇さえあれば絵をかいていた。
美肌へのこだわりが強い。
自然派女子を自称している。
2025年5月になるまでリロ&スティッチを見たことがなかった。初めて見て泣いた。
大学時代は自分自身で経験できること以上のものを知ることのできるメディアとしての映像や演劇の力に興味を持っており、ドキュメンタリーの一種である観察映画を研究していた。
好きな食べ物はネギで、ネギの食べ過ぎで体調を崩したことがある。
tiktokではハムストリングちゃん名義で活動している。
彼女の配信では、様々なトークや歌、コントが繰り広げられ、ふっかちゃん（埼玉県深谷市のマスコットキャラクター）を愛してやまない一面が見受けられる。主な一発芸に「初見じゃねえ」がある。彼女の配信には視聴者だけではなく、他の配信者からも動向が注目されている。
配信では、まずに自分が楽しむことを心がけている。
猫アレルギーだが実家でロシアンブルーの猫（名前はリリー）を飼っている。
魚ヒスタミンアレルギーなので魚を食べると唇が腫れてしまう。

## 出演
2025年
冬の劇場24 日本劇作家協会プログラム  カンテン「The Foundations」Final
劇団だるめしあん 『バイトの面接に遅刻しそうだったが、どうやら遅刻していたのは世界の方だったらしい』作・演出：坂本鈴 （劇団だるめしあん）
2024年
ダダ・センプチータ『踊れない夜の嘘つき』（作・演　吉田有希／カフェムリウイ）
スイッチ総研『六本木アートナイトスイッチ2024』　（作　スイッチ総研／脚本・演出　光瀬指絵『六本木アートナイト』参加作品）
ImprOtakuが主催する毎月のレギュラーショー『秘密のインプロショー』（主催／忍翔）
2023年
ダダ・センプチータ『半魚人たちの戯れ』（作・演　吉田有希／王子小劇場※現インディペンデントシアターO）
お布団『ザ・キャラクタリスティック／シンダー・オブ・プロメテウス』（作・演　得地弘基／アトリエ春風舎）
2022年
お布団CCS／SC 1st Expansion『夜を治める者《ナイトドミナント》』（作・演　得地弘基／こまばアゴラ劇場）
Voyantroupe『偏執狂短編集Ⅴ前夜祭』（作・演　宇野正玖／すみだパークシアター倉）
うずめ劇場第39回公演『ベッドサイド』（作　林あまり　総合演出　ペーター・ゲスナー／hall60）
2021年
Voyantroupe 第6回本公演『暗君～カリギュラ・エフェクト〜』（作・演　宇野正玖／シアターKASSAI）
お布団CCS／SC 1st Expansion『夜を治める者《ナイトドミナント》』ワーク・イン・プログレス（作・演　得地弘基／アトリエ春風舎）
AznetProduce『命の唱』（脚・演　輪島貴史　ウエストエンドスタジオ）
2020年
AznetProduce『リム・カナン』ラジオドラマ　ジャスミン役
映画美学校アクターズコース９期終了公演『シティキラー』（作・演　本橋龍／アトリエ春風舎）⇨コロナの影響で中止になり映像化
（上演版映像　https://youtu.be/_aHAiDaLFBI）
2019年
タタミグループ♯3『タタミグループのしびれ』（作　小山智之　演　タタミグループ♯3／SCOOL)
2018年
小田尚稔の演劇『凡人の言い訳』（作・演　小田尚稔／新宿眼科画廊）※一人芝居
（ダイジェスト映像　https://youtu.be/-rnbQKvjkfM）
タタミグループ第2回公演『自問自答』（作　小山智之　演　タタミグループ／STスポット）
おぼんろ『野良の方舟』（作・演　末原拓馬／都内小学校・藤野の野良の秘密基地）
堂々としたブスはほぼ美人『1/f』（作・演　小川敦子／SCOOL）
2017年
ヌトミック『Saturday balloon』（作・演　額田大志／BankART Studio NYK 1F Kawamata Hall／TPAM参加作品)
（映像　https://youtu.be/aB_8_CNBibM）
小田尚稔の演劇『悪について』（作・演　小田尚稔／新宿眼科画廊）
（映像 https://youtu.be/IcFS1kd0Ezg）
作品を１から作るワークショップ『ワークショップ』（講師　山縣太一　作・演　ワークショップ参加者／急な坂スタジオ2Fホール）
2016年
額田大志『それからの街』（作・演　額田大志／再演　東京芸術大学音楽学部音楽環境創造科　卒業制作展／第16回AAF戯曲賞大賞受賞）
（映像　https://youtu.be/nnb46vqYP8Y）
ひとりじゃできねぇもん『Wild〜野生〜』《-Silver Vine- 》（作・演　末原拓馬／BASAMAENT MONSTAR王子）
the pillow talk『煩悶耽溺無色の青年が積み上げる模範と成功、とそれに喰らわす一撃』（作・演　むつみあき／シアターグリーンBASE THEATER／シアターグリーン学生芸術祭 Vol.10参加作品）
ヌトミック『シュガドノッカペラテ』（作　河野当当　潤色・演　額田大志／みんなのひろば）
コンテンポラリーポップバンド東京塩麹第三回単独公演『リフォーム』（担当/シンセサイザー）
2015年
大庭りり子『わたしの名は赤』（作・演　大庭りり子／東京芸術大学音楽学部音楽環境創造科　卒業制作展）
the pillow talk 『いずい熱』（作・演　むつみあき／早稲田小劇場どらま館／どらま館フェス参加作品）
the end of company ジエン社『私たちの考えた墓に入る日の前日のこと』（作・演　山本健介／王子小劇場／Mrs.fictions主催『15Minutes Made volume12』参加作品）
額田大志 『それからの街』（作・演　額田大志／初演　恵比寿site)
2014年
吉祥寺シアター演劇部『ゲロゲロイノカシランドのゲロゲロ夏祭り』（作・演　末原拓馬／コピス吉祥寺ウッドデッキ）
2013年
こてんぱん少女『隣人は傷付かない』（作・演　大庭りり子／ニューロカフェ東京／Live×??? Vol.2『LIVE×隣人』参加作品）

### 映像作品
2022年
『どこでもあって、どこでもない』(作・演　ニカモトハンナ)
(YouTubeにて期間限定公開)
2020年
『シティキラーの環』（作　本橋龍　監督　和久井幸一）
（新型コロナウイルス発生に伴い中止になった映画美学校アクターズ・コース2019年度公演『シティキラー』を全８話の連続ドラマにしたもの）
その他、Youtubeのショートドラマにも精力的に出演している。